# Apostegania crina
Apostegania crina là một loài bướm đêm trong họ Geometridae.